# Episodi de L'uomo da sei milioni di dollari (quinta stagione)
La quinta stagione della serie televisiva L'uomo da sei milioni di dollari, composta da 21 episodi, è stata trasmessa sul canale televisivo statunitense ABC dall'11 settembre 1977 al 6 marzo 1978.
| nº | Titolo originale                  | Titolo italiano                            | Prima TV USA      | Prima TV Italia |
| -- | --------------------------------- | ------------------------------------------ | ----------------- | --------------- |
| 1  | Sharks: Part 1                    | Squali - 1ª parte                          | 11 settembre 1977 |                 |
| 2  | Sharks: Part 2                    | Squali - 2ª parte                          | 18 settembre 1977 |                 |
| 3  | Deadly Countdown: Part 1          | Conto alla rovescia mortale - 1ª parte     | 25 settembre 1977 |                 |
| 4  | Deadly Countdown: Part 2          | Conto alla rovescia mortale - 2ª parte     | 2 ottobre 1977    |                 |
| 5  | Bigfoot V                         | Un amico in pericolo                       | 9 ottobre 1977    |                 |
| 6  | Killer Wind                       | -                                          | 16 ottobre 1977   | inedito         |
| 7  | Rollback                          | Rollback                                   | 30 ottobre 1977   |                 |
| 8  | Dark Side of the Moon: Part 1     | L'altra faccia della luna - 1ª parte       | 6 novembre 1977   |                 |
| 9  | Dark Side of the Moon: Part 2     | L'altra faccia della luna - 2ª parte       | 13 novembre 1977  |                 |
| 10 | Target: Steve Austin              | Obiettivo Steve Austin                     | 27 novembre 1977  |                 |
| 11 | The Cheshire Project              | Una spia sotto le lenzuola                 | 18 dicembre 1977  |                 |
| 12 | Walk a Deadly Wing                | Un acrobata nel cielo                      | 1º gennaio 1978   |                 |
| 13 | Just a Matter of Time             | Dimensione tempo                           | 8 gennaio 1978    |                 |
| 14 | Return of the Death Probe: Part 1 | Il ritorno del mostro di Venere - 1ª parte | 22 gennaio 1978   |                 |
| 15 | Return of the Death Probe: Part 2 | Il ritorno del mostro di Venere - 2ª parte | 29 gennaio 1978   |                 |
| 16 | The Lost Island                   | L'ultima isola                             | 30 gennaio 1978   |                 |
| 17 | The Madonna Caper                 | -                                          | 6 febbraio 1978   | inedito         |
| 18 | Dead Ringer                       | -                                          | 13 febbraio 1978  | inedito         |
| 19 | Date With Danger: Part 1          | Appuntamento con il pericolo - 1ª parte    | 20 febbraio 1978  |                 |
| 20 | Date With Danger: Part 2          | Appuntamento con il pericolo - 2ª parte    | 27 febbraio 1978  |                 |
| 21 | The Moving Mountain               | -                                          | 6 marzo 1978      | inedito         |

## Conto alla rovescia mortale - 1ª parte
- Titolo originale: Deadly Countdown: Part 1
- Diretto da: Cliff Bole
- Scritto da: Gregory S. Dinallo

## Conto alla rovescia mortale - 2ª parte
- Titolo originale: Deadly Countdown: Part 2
- Diretto da: Cliff Bole
- Scritto da: Gregory S. Dinallo

### Trama
- I due episodi Conto alla rovescia mortale vedono partecipare in un cameo, interpretando il personaggio di G.H. Beck, lo scrittore Martin Caidin, autore del romanzo Cyborg, da cui la serie L'uomo da sei milioni di dollari è stata tratta.

## L'ultima isola
- Titolo originale: The Lost Island
- Diretto da: Cliff Bole
- Scritto da: Mel Goldberg e Lou Shaw

### Trama
- L'episodio è eccezionalmente di una durata maggiore rispetto agli altri, durando 90 minuti.